# بيدرو غيروميل
بيدرو تونن غيروميل (مواليد 21 سبتمبر 1985 في ساو باولو - البرازيل) لاعب كرة قدم برازيلي يلعب حاليا لصالح نادي الدرجة الأولى كولن الألماني منذ 2008 في مركز قلب الدفاع .

## روابط خارجية
- بيدرو غيروميل على موقع الاتحاد الدولي (مؤرشف)  (الإنجليزية)
- بيدرو غيروميل على موقع الاتحاد الأوربي (الإنجليزية)
- بيدرو غيروميل على موقع قاعدة بيانات كرة القدم.إي يو (الإنجليزية)
- بيدرو غيروميل على موقع بيانات كرة القدم. دي إي (الألمانية)
- بيدرو غيروميل على موقع ليكيب (الفرنسية)
- بيدرو غيروميل على موقع ناشيونال فوتبول تيمز (الإنجليزية)
- بيدرو غيروميل على موقع Soccerway.com (الإنجليزية)
- بيدرو غيروميل على موقع عالم كرة القدم.نت (الإنجليزية)
- بيدرو غيروميل على موقع كووورة